# Vlerkinella
Vlerkinella es un género de foraminífero bentónico considerado un sinónimo posterior de Heterostegina de la familia Nummulitidae, de la superfamilia Nummulitoidea, del suborden Rotaliina y del orden Rotaliida. Su especie tipo era Heterostegina (Vlerkinella) kugleri. Su rango cronoestratigráfico abarcaba desde el Priaboniense (Eoceno superior) hasta el Messiniense (Mioceno superior).

## Discusión
Vlerkinella fue propuesto como un subgénero de Heterostegina, es decir, Heterostegina (Vlerkinella).

## Clasificación
Vlerkinella incluye a la siguiente especie:
- Vlerkinella kugleri